# 1-Bromo-hexano
1-Bromo-hexano é um haloalcano líquido de fórmula C6H13Br. Seu índice de refração é 1,4478 (20 °C, D). 
Ele é usado para produzir fármacos e outros compostos orgânicos.